# Чувај ми Амелију
„Чувај ми Амелију“ је југословенски филм из 1965. године. Режирао га је Јован Коњовић, а сценарио је писао Жорж Фејдо.

## Улоге
| Глумац                     | Улога |
| -------------------------- | ----- |
| Дара Чаленић               |       |
| Вера Чукић                 |       |
| Стојан Дечермић            |       |
| Дејан Дубајић              |       |
| Зоран Ристановић           |       |
| Јожа Рутић                 |       |
| Олга Спиридоновић          |       |
| Властимир Ђуза Стојиљковић |       |